# Uropterygius xenodontus
Uropterygius xenodontus es una especie de pez de la familia de los morénidas en el orden de los Anguilliformes.

## Morfología
Los machos pueden llegar a alcanzar los 53 cm de longitud total.

## Distribución geográfica
Se encuentra en el Mar del Coral, la Samoa Americana y Islas Marshall.